# Tussentaal

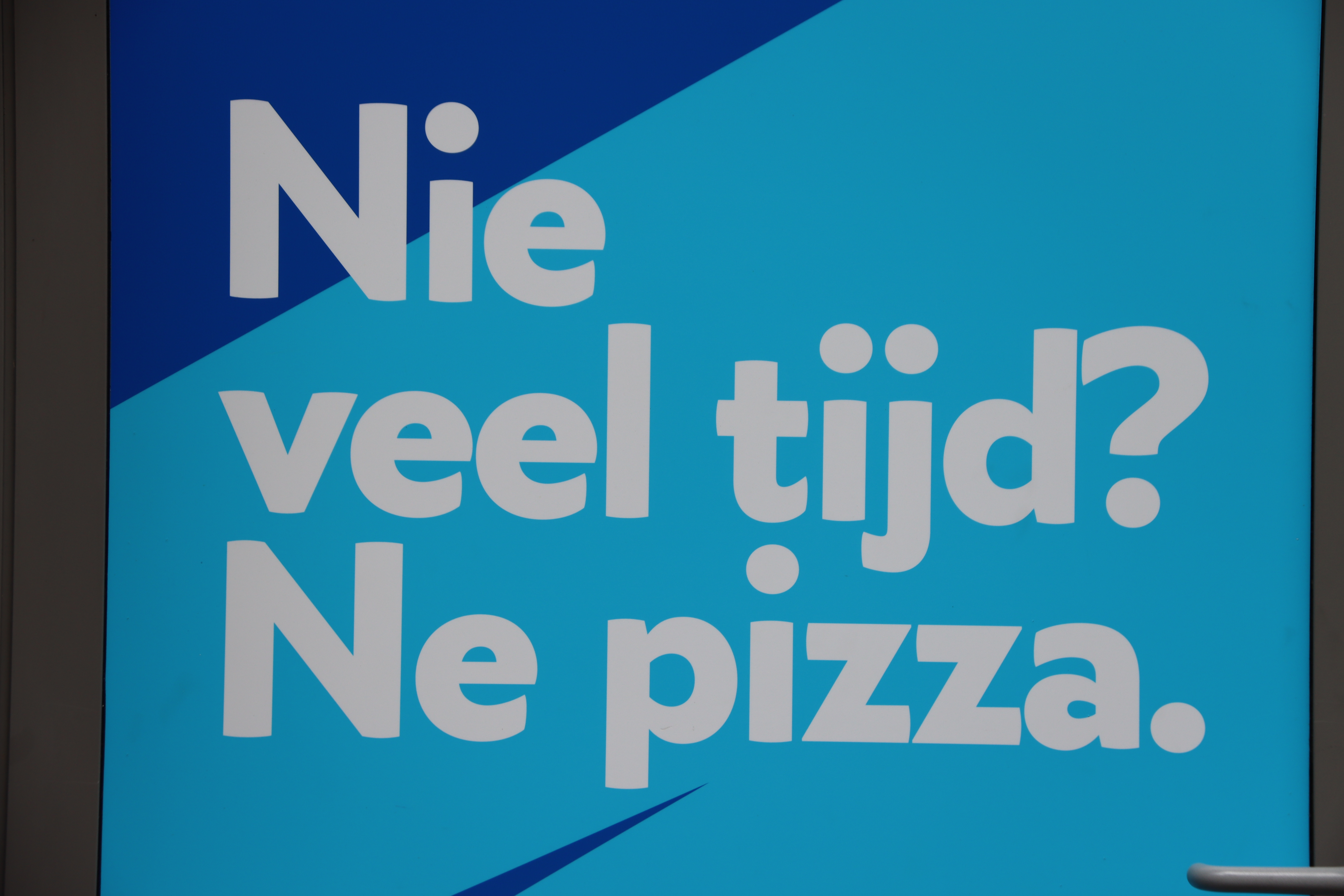
Vlaamse tussentaal

Met tussentaal wordt in Vlaanderen en ook steeds meer in Nederland de gesproken, informele Nederlandse spreektaal aangeduid, die niet echt dialect maar ook niet echt de Belgisch-Nederlandse vorm van het Standaardnederlands is. Het vormt een mesolect tussen de twee. De term werd bedacht voor Verkavelingsvlaams/soapvlaams, maar de Standaardnederlandse aanduiding tussentaal – die kan worden beschouwd als de moderne versie van een Vlaams dialect dat is vervlaamst, maar grammaticagewijs en woordgewijs aan het dialect gebonden is gebleven – wordt het meest gebruikt om het fenomeen te beschrijven. Bijvoorbeeld: "Oe hiette gaae?" (klassiek origineel Antwaarps dialect) of "Oe noemde gij?" (modern Verkavelingsvlaams Antwaarps dialect).
Het bestaan van tussentaal is voor veel taalwetenschappers overigens nog steeds omstreden. De 'tussentaal' verschilt in Vlaanderen per provincie. Zo verschilt de Gentse Oost-Vlaamse tussentaal aanzienlijk van de Aalsterse. Het is dan ook de vraag of tussentaal eigenlijk regiolect is. In ieder geval is het moeilijk om een grens te trekken tussen de begrippen regiolect – een samentrekking van regiodialect – en tussentaal (noch standaardtaal noch dialect). De verschillende soorten tussentaal zijn onderling meestal wel vrij goed verstaanbaar.

## Pluriformiteit
Het zou al te eenvoudig zijn om te stellen dat er één enkele uniforme tussentaal bestaat. Tussentaal verschilt van dialectgebied tot dialectgebied en kan dus worden gezien als niet meer dan een verzamelnaam voor een groep van Zuid-Nederlandse regiolecten. In West-Vlaanderen zal de tussentaal iets meer West-Vlaams gekleurd zijn, waarbij bijvoorbeeld de g in een h verandert, en in Limburg weer iets meer Limburgs. Wel is het zo dat op Vlaamse televisiezenders dikwijls programma's worden uitgezonden in Brabantse tussentaal, waardoor deze de andere regiolecten beïnvloedt.
In Vlaanderen – of nauwkeuriger gezegd: het Nederlandse taalgebied in België – vormen de Brabantse steden Brussel, Antwerpen, Leuven en Mechelen in velerlei opzichten de kern. Het is zeker niet verwonderlijk dat de tussentaal sterk op de dialecten van deze steden gericht is. In dit verband wordt wel gesproken van de Brabantse expansie: Brabantse dialectkenmerken veroveren langzaam de Vlaamse omgangstaal.
Toch gebeurt ook soms het omgekeerde. Het veel aangehaalde tussentaal-zinnetje "Oe noemde gij ?" (Hoe heet jij ?) vindt zijn oorsprong in het Antwerpse dialect, maar is nu tot in (Belgisch) Limburg gebruikelijk.
Vooralsnog kan echter niet van een uniforme Vlaamse omgangstaal gesproken worden. Toch zijn er bepaalde kenmerken van de tussentaal die (vrijwel) algemeen zijn.

## Kenmerken
Wat de uitspraak en de woordenschat betreft, wijkt tussentaal eigenlijk maar relatief weinig af van het Vlaamse dialect van de Nederlandse standaardtaal, genaamd Standaardnederlands. Wel worden de ij, ui en in mindere mate de ou meestal als lange monoftongen uitgesproken. Er zijn vooral veel afwijkingen op het gebied van de morfologie.

### Persoonlijke voornaamwoorden
Tussentaal wordt onder meer gekenmerkt door een afwijkend gebruik van voornaamwoorden. Zo wordt in Oost-Vlaamse, Brabantse en Limburgse tussentaal de vorm gij (of ge) gebruikt als persoonlijk voornaamwoord van de tweede persoon enkelvoud. Dit "gij" komt overeen met het Noord-Nederlandse "jij", terwijl de vormen "jou" en "jouw" in tussentaal als u en uw klinken. Bij het gebruik van "gij" hoort ook een eigen werkwoordsverbuiging met typische vormen als "gij zijt" en "gij waart". De meervoudsvorm gulder of gijle (afkomstig van gij lui), of een variant hiervan (zoals gelle), wordt ook gebruikt. De objectsvorm hiervan is ulder (of een variant hiervan, zoals ulle of under in het West-Vlaams).
Een opvallend kenmerk van de tussentaal zijn de stapelvormen. "Ben jij" wordt dan zijdegij en "hoe heet je" klinkt als oe noemde gij. Het -de in deze voorbeelden komt voort uit de assimilatie van de werkwoordsuitgang -t met het persoonlijk voornaamwoord "gij": Middelnederlands "komt ghi" > (enclitisch) "komdi" > (tegenwoordig) "komde". Lang niet alle sprekers van tussentaal gebruiken deze stapelvorm, omdat voor veel dialectgevoelige Vlamingen de verdubbeling als fout wordt aangevoeld. Wanneer de '-de' gebruikt wordt, hoeft de gij niet meer vermeld te worden. 'Zijde' en 'zijdegij' worden dus naast elkaar gebruikt. Deze vorm heeft vaak een algemene betekenis. "Gade" kan dus zowel "ga jij ?" (wat ook algemeen gebruikt kan worden) als "men gaat" betekenen. Ook de karakteristieke verdubbeling ekik (da kan ekik ni verstaan) is voor veel tussentaalsprekers uit den boze.

### Woordgeslacht
Anders dan in het Algemeen Nederlands (AN) maken sommige varianten van tussentaal bij het onbepaald lidwoord (een), het bezittelijke voornaamwoorden en sommige bijvoeglijke naamwoorden een onderscheid tussen natuurlijk mannelijke en vrouwelijke woorden. Zodoende kan men in tussentaal van ne(n) man (mannelijk woord), een vrouw (vrouwelijk woord) en e(n) kind (onzijdig woord) spreken. Deze verbuigingen zijn echter geen directe versteningen van het vroegere Nederlandse naamvallensysteem. Zowel in het Middelnederlands als Vroegmiddelnederlands wordt het onbepaald lidwoord van mannelijke en onzijdige woorden in de nominatief namelijk altijd als een geschreven, terwijl bij vrouwelijke woorden zowel een als eene voorkomen.
De vormen die voorkomen in de tussentaal, zijn dan ook een samensmelting van verschillende taalkundige fenomenen, waaronder een historisch langer productief woordgeslachtsysteem, het gedeeltelijk samensmelten van de nominatiefvorm met de traditionele datief en/of accusatiefvorm, en, zeer typerend voor de Zuidelijke dialecten van het Nederlands; enclise. Opvallend is eveneens, dat bij woorden beginnende met obstruente en fricatieve medeklinkers (zoals h, b, d, en t) deze beginklank, en niet het traditionele woordgeslacht, doorslaggevend is voor het gebruik van de ne(n)-vorm van het onbepaald lidwoord; zoals bij ne(n) hark, hoewel dit formeel een vrouwelijk woord betreft.

### Verkleinwoorden
Verkleinwoorden worden in tussentaal gevormd door het suffix -(s)ke. Sprekers van tussentaal maken meestal ook gebruik van verkleiningen op -je, zoals in het AN. Mogelijk hebben de Vlaamse -ke- vormen een zekere bijklank die ze voor sommige tussentaalsprekers niet algemeen toepasbaar maken - een dubbelzinnigheid zoals ook bv. in "gij bent" in plaats van "gij zijt". Maar ook in bepaalde echte dialecten, zoals het Oost-Vlaams, worden beide verkleinwoord-uitgangen gebruikt.

## Ontstaan
Tussentaal is ontstaan bij Vlamingen die zich wilden distantiëren van de dialecten, maar geen Nederlandse standaardtaal konden of wilden spreken. De Nederlandse standaardtaal is, na een eerdere Vlaamse en Brabantse periode, in haar laatste grote ontwikkelingsfase vooral door Hollandse dialectvormen beïnvloed. Deze Hollandse invloed is niet zozeer merkbaar in de schrijfwijze van het Standaardnederlands, maar wel in de uitspraak ervan. In dit opzicht staan de zuidelijke taalvariëteiten (Vlaams, Brabants en Limburgs) verder van het Standaardnederlands af dan de meer noordelijke, hetgeen de vorming van tussentaal-vormen gestimuleerd heeft.